# Макарій Московитянин
Мака́рій II (Московитя́нин) (* ? — † 1556) — митрополит київський, галицький і всієї Русі.
Макарій до хіротонії в єпископа був архімандритом Пінського Лещинського монастиря Чернігівської єпархії. З 1522 року — єпископ Турівський та Пінський, з 24 квітня 1528 року переведений на Луцьку кафедру.
9 квітня 1535 року возведений у сан митрополита Київського, Галицького і всієї Русі.
Період правління митрополита Макарія характеризується наступом латинян на права православного населення Київської митрополії. Королівські привілеї на монастирі, єпископії та храми здобувалися нечесними шляхами, що характеризувало загальний стан суспільства, починаючи з короля й королеви. Так, за одержання привілею на Галицьку митрополію для поставлення туди православного намісника було виплачено королеві триста волів.
Митрополитові Макарію доводилося постійно розглядати позови та скарги. Суперечності були не лише зі світською владою, мирянами й представниками Римської Церкви, але й між православними за права на монастирі, маєтки й дохідні приходи. Навіть перед своєю смертю митрополит Макарій повинен був з'явитися на королівський суд за скаргою Львівського єпископа Арсенія (Балабана). Але на початку року митрополит постав уже перед судом Божим.